# Il nemico di mia moglie
Il nemico di mia moglie è un film del 1959 diretto da Gianni Puccini.

## Trama

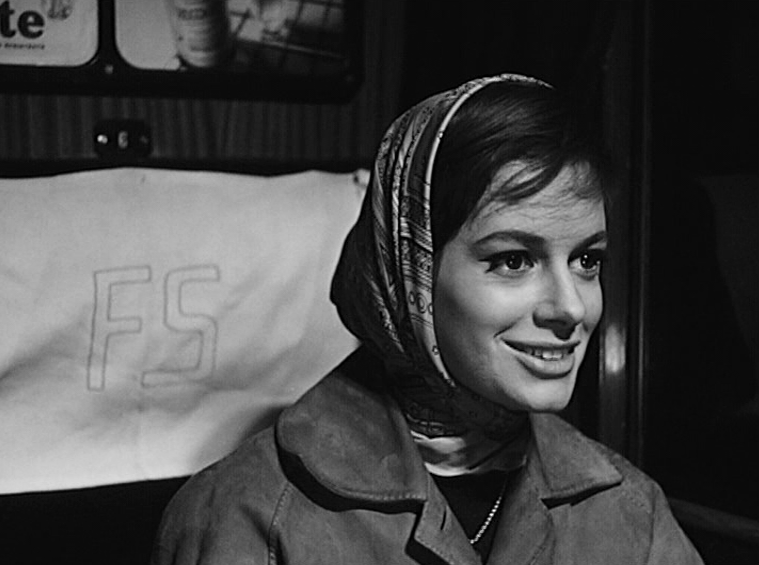
Luciana Paluzzi (Giulia)

Marco Tornabuoni è un arbitro di calcio, che vive un periodo di difficoltà con la moglie Luciana: entrambi si sentono reciprocamente trascurati, lui perché ritiene che la moglie sia una maniaca degli oggetti e dello stile di vita made in USA, lei perché lavora e la domenica vorrebbe stare con il marito che invece deve arbitrare le partite. Inoltre Marco viene continuamente licenziato dai posti di lavoro; grazie al suo amico Peppino trova lavoro nell'agenzia di viaggi dove questi lavora, ma viene licenziato in seguito a un disguido causato dallo stesso Peppino: dovendo Marco arbitrare una partita di recupero in un giorno infrasettimanale, Peppino lo sostituisce al lavoro e spedisce una famiglia di indiani a Bombay invece che a Pompei. Luciana riesce a far assumere Marco alla RCA dove lei stessa lavora, ma Marco combina un pasticcio con le buste paga dei dipendenti e viene licenziato.
Dopo l'ennesimo litigio, Marco fa ritorno alla casa di suo padre Ottavio, un uomo reazionario e bigotto, che lo fa assumere alla Biblioteca Angelica, dove lavorano lui stesso e Michele, cugino di Marco diventato prete, che fa da autista e segretario allo zio. Marco continua a fare l'arbitro di nascosto al padre, e durante una trasferta conosce Giulia, una ragazza che sembra interessarsi al calcio e apprezzare il mestiere di arbitro. Per evitare lo scandalo, Ottavio vince il suo snobismo e va a casa dei genitori di Luciana, presso i quali si è trasferita nel frattempo, per chiedere che sua nuora torni con suo figlio, ma l'unica cosa che ottiene è la distruzione della sua auto, dato che il padre di Luciana, Nando, è sfasciacarrozze e tiene l'officina sotto casa.
Intanto Giulia cerca di convincere Marco a truccare una partita, adducendo come scusa una sua presunta povertà, aggravata dalle condizioni mentali di sua zia, che aveva investito tutti i risparmi suoi e della nipote sulla partita della Fiorentina; tuttavia Marco scopre che si tratta di una truffa, abbandona Giulia e arbitra in maniera impeccabile la partita, ma viene aggredito sul treno per Roma da alcuni tifosi (probabilmente Giulia e il suo compare di truffa). Luciana, sentita la notizia, si precipita a casa di Ottavio per vedere suo marito e gli fa firmare una lettera di dimissioni da consegnare all'Associazione Italiana Arbitri; Ottavio intanto scopre, parlando al telefono con un cardinale, che suo figlio fa l'arbitro e che è anche bravo, si convince che quella è la strada giusta per lui, si fa consegnare la lettera di dimissioni e la strappa.